# حسن‌آباد منیدر
حسن‌آباد منیدر، روستایی از توابع بخش هلالی شهرستان جغتای در استان خراسان رضوی ایران است.

## جمعیت
این روستا در دهستان پائین جوین قرار دارد و براساس سرشماری مرکز آمار ایران در سال ۱۳۹۰، جمعیت آن ۱۲۹ نفر (۳۵ خانوار) بوده‌است.